# Locomotion no 1
La Locomotion no 1 originellement appelée l'Active est une locomotive à vapeur britannique. Construite par George et Robert Stephenson, elle tracte son premier train sur le chemin de fer de Stockton et Darlington, le 27 septembre 1825.

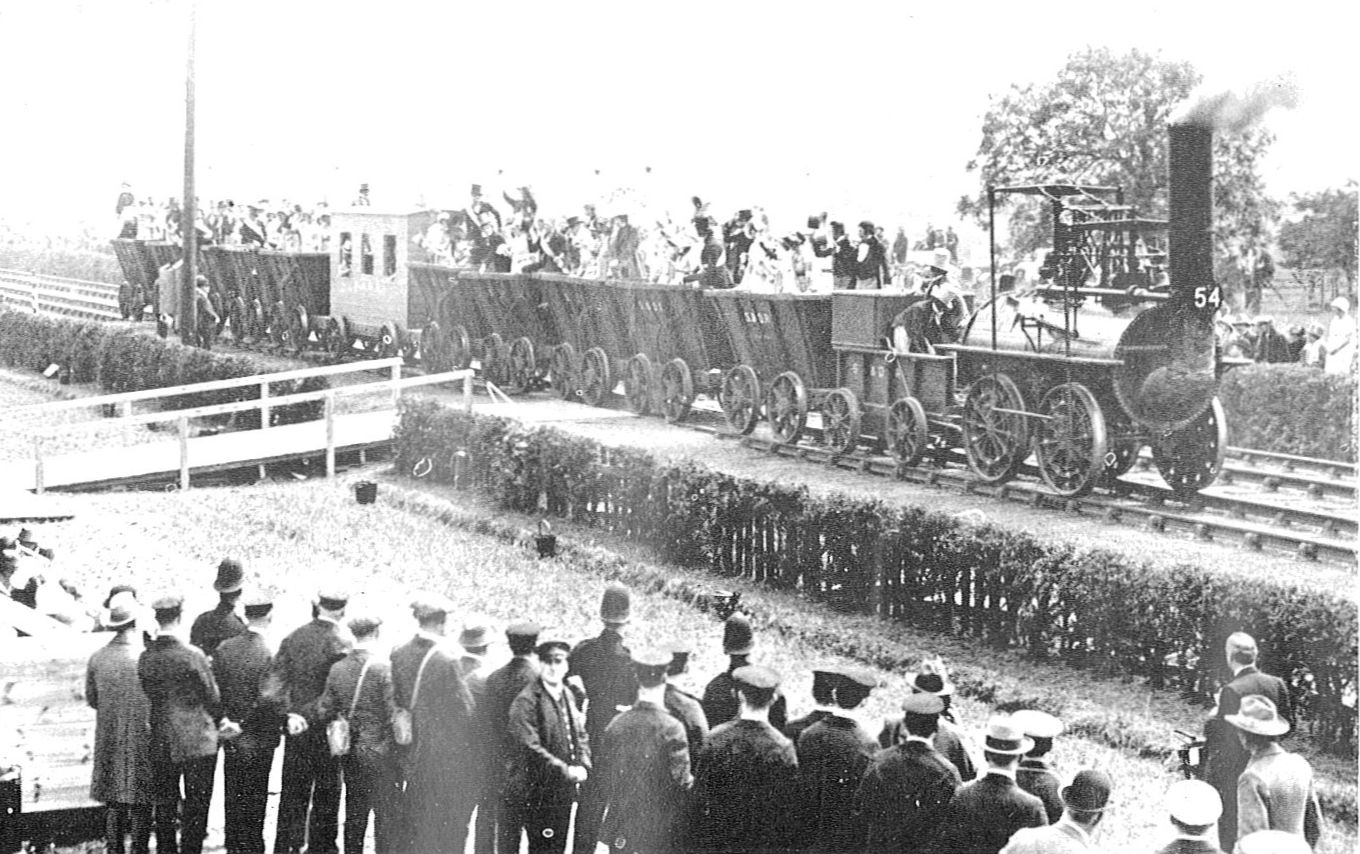
Reconstitution du voyage inaugural de la ligne à l'occasion de son centenaire. La locomotive est présente mais entraînée par un moteur dans le tender.

Elle utilise une chaudière à tube-foyer à haute pression alimentant deux cylindres verticaux. Des bielles verticales entraînent directement les deux essieux, couplés par bielles horizontales. C'est une des premières locomotives à opter pour ce mode de couplage de préférence aux chaînes ou engrenages des premières 020.
En 1828 la chaudière explosa et le chauffeur fut tué dans l'accident. La locomotive fut reconstruite et poursuivit sa carrière jusqu'en 1841 puis servit de moteur statique jusqu'en 1857. Elle est exposée au Darlington Railway Centre and Museum.
Une réplique est exposée au Beamish Museum (en).